# Sheila (Jamie T)
Sheila is de eerste single van Jamie T. Het nummer is afkomstig van zijn debuutalbum Panic Prevention. De single is in 2006 uitgegeven en in 2007 opnieuw uitgegeven. In de versie uit 2007 komen vocalen van Lily Allen voor. Het nummer bevat citaten van John Betjemans gedicht The Cockney Amorist.
Het nummer vertelt drie tragische verhalen. Het eerste verhaal gaat over een meisje genaamd Sheila dat uitgaat in Londen, dronken wordt, struikelt en in de rivier de Theems valt en verdrinkt. Het tweede verhaal gaat over een gangster/drugdealer, genaamd Jack "The Crackman" (wat refereert aan drugs) en zijn vrienden Mickey, Dan, Lisa en Sam. Een alleenstaande vader, die neer wordt gestoken in Londen. Het derde en laatste verhaal vertelt over een meisje, genaamd Georgina dat wordt onderdrukt door haar vader. De vader sterft en ze pleegt zelfmoord door een overdosis te nemen.
Toen Jamie T door de BBC werd geïnterviewd vertelde hij over het nummer het volgende:
“Tragedie is altijd een grappig onderwerp, is het niet?” zei hij, “Net als Carlito’s Way - geweldige film - en je denkt dat hij het haalt tot het einde, maar dan… Er is iets dat je tot dergelijke verhaallijnen aantrekt. Ik ga elke vrijdag en zaterdag uit en zie mensen er een grote troep van maken en er uit gegooid worden. Dat is niet goed, maar ik zit de dag erna in de pub, zeggend "Mate, this bloke got the fucking shit kicked out of him last night. Dit zijn eigenlijk roddels die op een cd zijn gezet. Ik zou moeten werken voor het Heat magazine.”
Bob Hoskins komt in de versie van de clip uit 2007 voor. Hij komt ook in andere video's voor.
De naam van Sheila's vriendin, "Stella", refereert aan het biermerk Stella Artois.

## Tracks

### UK-versie
1. "Sheila"
2. "Sheila (Live at Panic Prevention)"